# Спомен от Алхамбра
„Спомен от Алхамбра“ (Recuerdos de la Alhambra) е пиеса за класическа китара, композирана през 1896 г. в Гранада, Испания, от испанския композитор и китарист Франциско Тарега.
Името на пиесата Recuerdos de la Alhambra е и заглавието на испанския превод на книгата от 1832 г. „Приказки от Алхамбра“ (Tales of the Alhambra) на Уошингтън Ървинг, написана по време на четиригодишния престой на писателя в Испания.

## Описание
В „Спомен от Алхамбра“ се използва тремоло – техника за класическа китара, характерна за напреднали изпълнители, при която една нота се свири последователно с безимения, средния пръст и показалеца толкова бързо, че се създава илюзия за една, дълго задържана, трептяща нота. С палеца се свири контрамелодията в бас линията.
Пиесата включва секция А, секция B и кода. Първата част е в ла минор, а втората в ла мажор, което създава усещане за меланхолия в началото, която преминава в приповдигнато настроение. Този похват се среща и в други испански песни за китара, като например анонимния „Испански романс“.

## В саундтракове
„Спомен от Алхамбра“ е използвана в няколко саундтрака: във филма на Рене Клеман от 1952 г. „Забранени игри“ (Jeux interdits), в изпълнение на Нарсисо Йепес; в „Полетата на смъртта“ (под името Étude); в „Отбивки“ и в „Маргарет“.
В изпълнение и аранжимент на Джонатън Кудрил, „Спомен от Алхамбра“ е водеща музикална тема в британската телевизионна програма Out of Town, а версия в изпълнение на Пепе Ромеро е използвана в епизод от сериала „Семейство Сопрано“ (Luxury Lounge). Британският радиоводещ Гидиън Коу използва мелодията като музикален фон в средата на своите вечерни делнични предавания по BBC Radio 6Music.

## Други версии
Нана Мускури изпълнява вокална версия на пиесата, а Сара Брайтман записва адаптирана вокална версия в своя албум Classics. Крис Фрийман и Джон Шоу записват версия без вокали за албума Chris Freeman and John Shaw (1981 г.), а Джулиан Брийм – за своя албум The Ultimate Guitar Collection.  Италианският виолист Марко Мишаня е аранжирал и издал това произведение за соло виола и често го е изпълнявал на концерти.